# Spiochaetopterus creoceanae
Spiochaetopterus creoceanae är en ringmaskart som beskrevs av Bhaud, Martin och Gil 2003. Spiochaetopterus creoceanae ingår i släktet Spiochaetopterus och familjen Chaetopteridae. Inga underarter finns listade i Catalogue of Life.